# Melaleuca nervosa
Melaleuca nervosa là một loài thực vật có hoa trong Họ Đào kim nương. Loài này được (Lindl.) Cheel mô tả khoa học đầu tiên năm 1945.